# 고다이바 부인
고다이바 부인(Lady Godiva, 990년경 ~ 1067년경)은 머시아 백작 레프릭의 아내이다. 고대 영어로는 고디푸(Godgifu)라고 한다. 
전설에 의하면 레프릭 영주의 무리한 세금징수로 인해 백성들이 고통받자, 그의 부인인 고다이바는 세금을 감면해 줄 것을 간청하였다. 이에 영주는 부인에게 "벗은 몸으로 마을을 한 바퀴 돌면 생각해 보겠다"고 조롱하였다. 고심하던 고다이바는 영주의 제의를 받아들이기로 하였고, 이 소식을 듣게 된 마을 사람들은 부인이 마을을 돌 때 아무도 내다보지 않기로 하였다고 한다.

## 같이 보기
- 고디바
- 피핑 톰 Peeping Tom
- 누디즘